# Sankta Maria Magdalenas kyrka, Chania
Sankta Maria Magdalenas kyrka (grekiska: Ιερός Ναός Αγίας Μαρίας της Μαγδαληνής) är en grekisk-ortodox kyrkobyggnad belägen i staden Chania på ön Kreta i Grekland.
Kyrkan är helgad åt Sankta Maria Magdalena.

## Historik
Sankta Maria Magdalenas kyrka i Chania började byggas år 1901 och invigdes den 6 januari 1903.

## Kyrkan
- Kyrkan är byggd i rysk stil.[2][3]

- Inuti finns det plats för 80 personer samtidigt.[3]

## Bilder

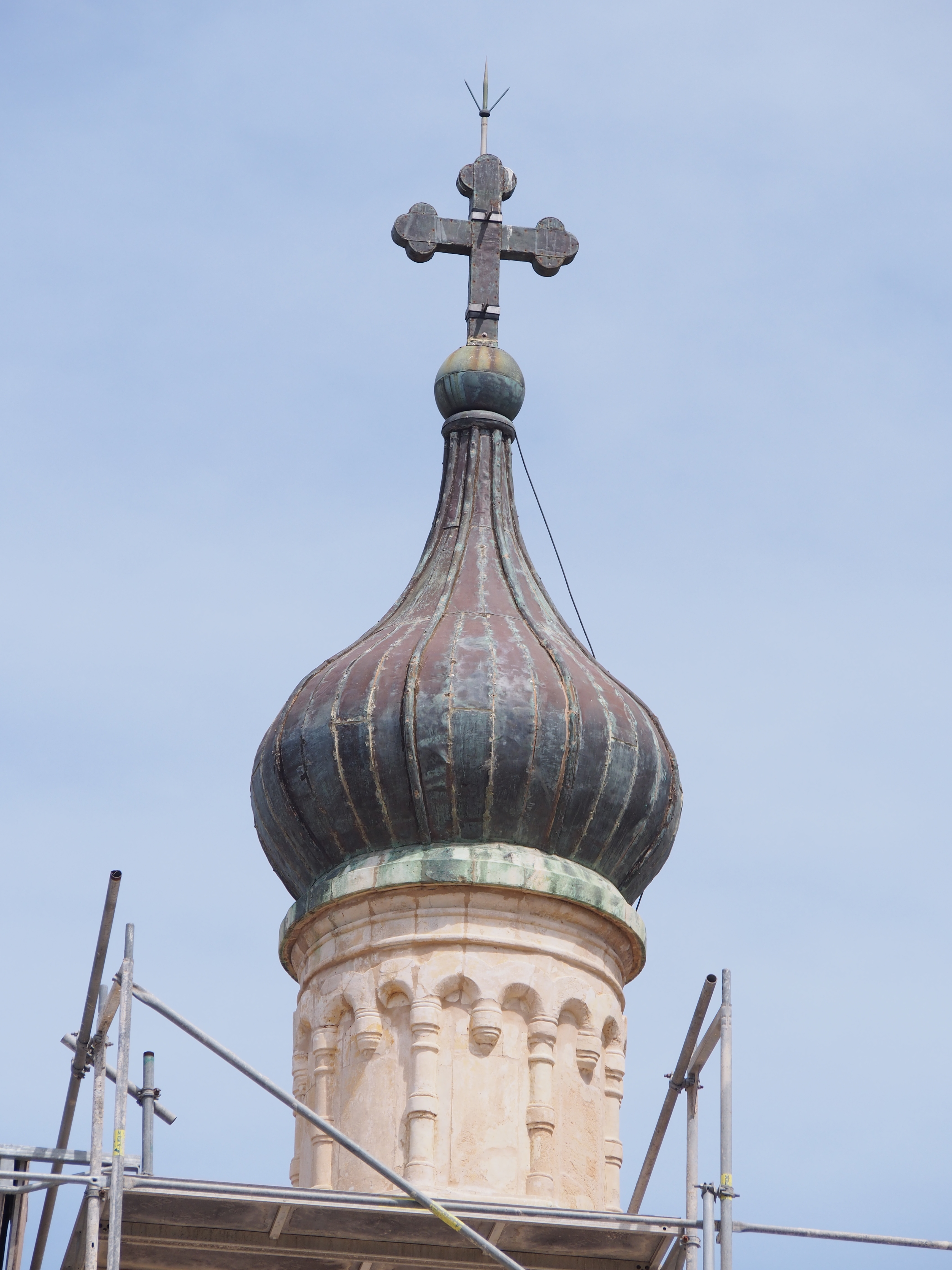
Närbild på kupolen.
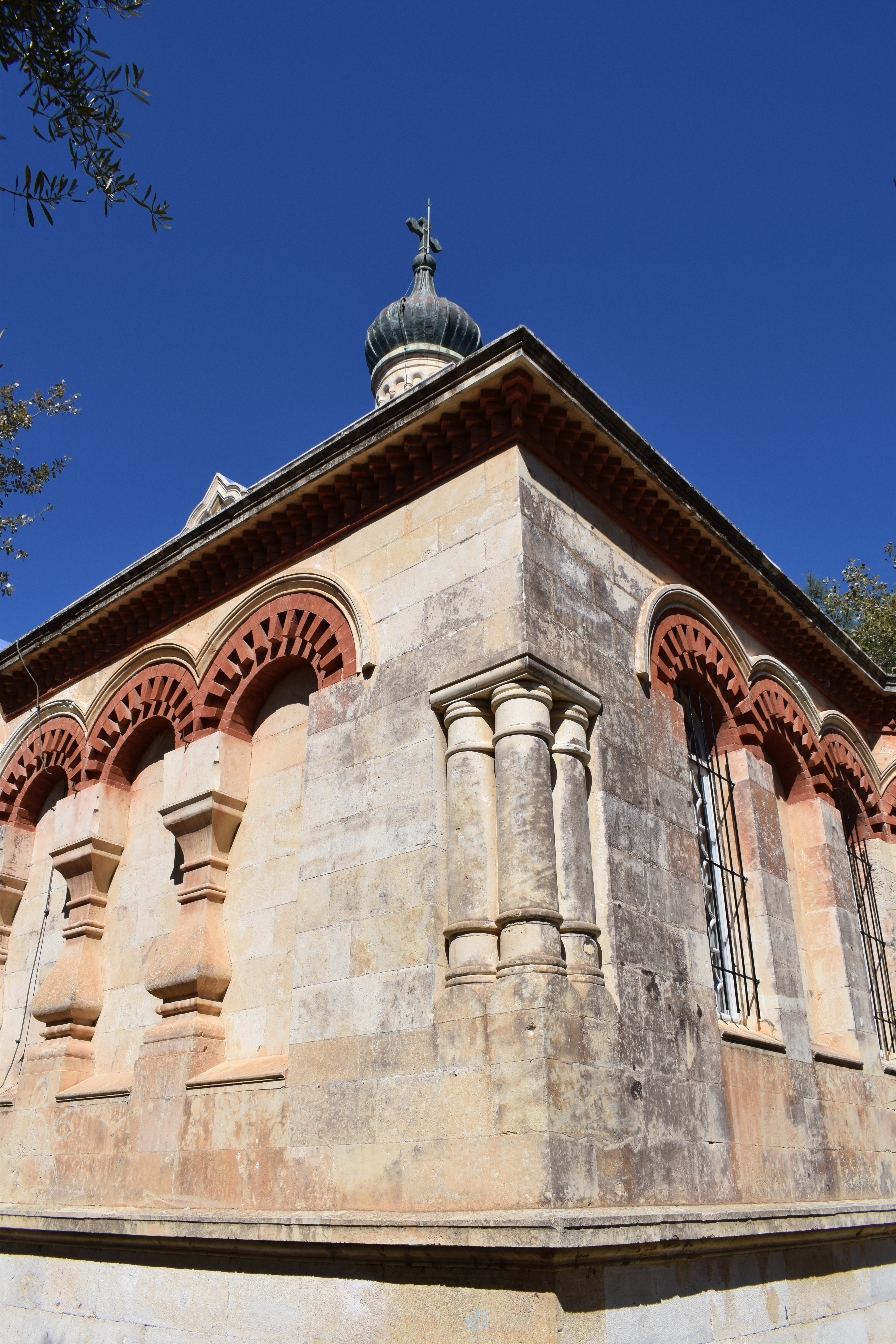
Närbild på exteriören.